# 블라디미르 비소츠키

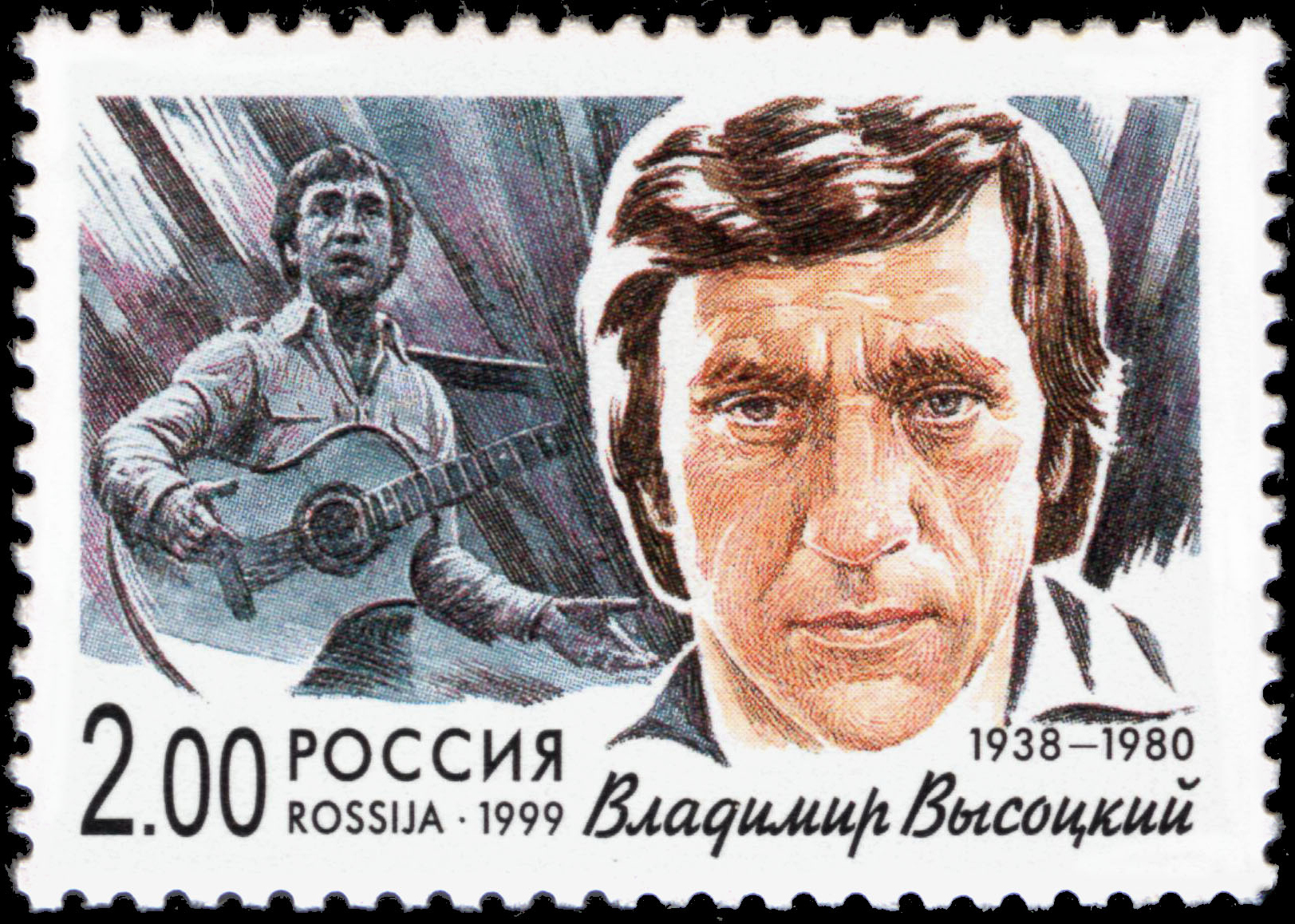
우표, 러시아, 블라디미르 비소츠키, 1999, 2.00 (Michel 761, Scott 6547)

블라디미르 세묘노비치 비소츠키(Vladimir Semyonovich Vysotsky, 러시아어: Владимир Семёнович Высоцкий, 1938년 1월 25일 ~ 1980년 7월 25일)는 소련의 배우 겸 시인이며 가수 겸 작사가이다.
비소츠키는 1938년 1월 25일 모스크바에서 태어났다. 아버지는 군장교였으며 어머니는 독일어 번역사였는데 그의 출생직후 이혼하여 계모의 손에서 컸다. 1954년 부모의 희망에 따라 모스크바 기술대학(Moscow Institute of Civil Engineering)에 진학해서 공부했지만 적성에 맞지 않아 곧바로 중단하고 자신의 꿈을 이루기 위해 1956년 모스크바 예술극단의 배우학교에 입학하여 4년 동안 배우 수업을 받는다.
비소츠키는 1960년 대학을 졸업하고 알렉산드르 푸시킨 극단(Aleksandr Pushkin Theatre)에 입단한 후 단역배우로 전전하던 시절 가끔씩 친구들 앞에서 자신이 작곡하고 가사를 붙인 노래를 불렀다. 독재체제에 대한 비판과 억눌린 인민들의 삶에 대해 분노에 찬 목소리로 절규하듯 700여 곡의 저항가요를 불렀다.
그는 세상을 떠날 때까지 단 한 권의 시집도, 단 한장의 음반도 내지 못하고 정보기관으로부터 늘 감시를 받았다. 본인은 스스로를 가수라고 인정하지 않았지만 카세트테이프에 녹음된 그의 노래는 사람들에게 전해져 소련은 물론 주변 국가들에까지 널리 퍼지게 되었다. 배우로도 성공하여 수많은 연극과 드라마에서 연기했으며 28편의 영화에 출연하였다.
그는 1980년 7월 27일 모스크바에서 42세의 젊은 나이에 심장마비로 죽었는데, 사인은 평소 과도했던 음주벽 때문이라고 하지만 러시아인들 사이에서는 비소츠키의 사인은 마약복용으로 인한 쇼크사라는 이야기도 있다. 사후에도 그의 노래는 꾸준히 사랑받아 1980년대 후반에 이르러 소련 정부는 그의 시와 노래의 출판을 허용하기 시작했으며 그는 아직도 러시아에서 가장 사랑받는 배우/음유시인들 중 한명이다.
답답함을 토해내듯 노래불렀던 비소츠키는 부드러운 목소리로 서정적인 음유시가를 부른 불라트 오쿠자바(Bulat Shalvovich Okudzhava)와 함께 러시아의 대표적인 음유시인이 되었다. 그는 인기있는 배우였지만 오히려 음유시가의 발전에 지대한 공을 세워 음유시가를 좋아하는 사람들에게 우상이 되었다.